# Guifred de Cerdagne (archevêque de Narbonne)
Pour les articles homonymes, voir Guifred de Cerdagne.
Guifred de Cerdagne ou Guifré de Cerdagne a été archevêque de Narbonne de 1019 à 1079. Figure très controversée, il aurait été plusieurs fois excommunié et déposé, conservant tout de même son titre près de soixante ans, acheté deux cent mille sous par son père le comte Guifred II de Cerdagne.

## Biographie

### Famille
Guifred est un fils cadet du comte Guifred II de Cerdagne et de Guisla Ermengarde, peut-être de la famille de Pallars. Il a quatre frères dont Guillem Guifré, qu'il fera évêque d'Urgell. Son grand-père paternel est Oliba Cabreta, et son oncle paternel Bernat Taillefer, lui-même père de Garsinde, vicomtesse de Narbonne par mariage avec Bérenger de Narbonne.

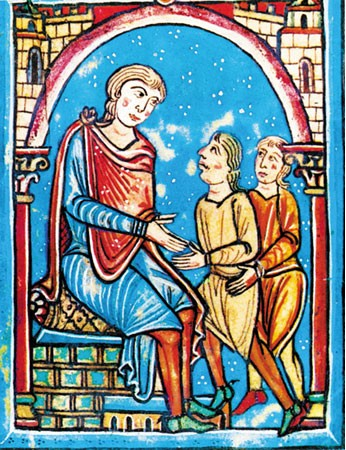
Guifred II de Cerdagne, père de l'archevêque Guifred.

### L'achat des droits de l'archevêché de Narbonne
À la mort de l'archevêque Ermengaud en 1019, le comte Guifred II souhaite doter son fils cadet Guifred, âgé de dix ans. Il propose donc cent mille à Raimon Ier vicomte de Narbonne, frère d'Ermengaud, et cent mille de plus à Richard Ier vicomte de Millau et de Rodez pour les droits sur l'archevêché de Narbonne.  
Richard Ier accepte l'offre, au contraire de Raimon Ier qui souhaite que l'un de ses fils succède à Ermengaud. Son propre fils Bérenger se range du côté des Guifred et fait finalement plier son père. Guifred est consacré le 6 octobre 1019, jour de la Saint-Prudent, martyr de Narbonne, il n'a alors que dix ans.

### Relations avec les évêques de la province
Le diocèse de Narbonne est amputé de plusieurs paroisses du Fenouillèdes en 1017, attribuées par le comte Bernard Taillefer à l'évêché de Besalú à la tête duquel il a placé son fils, l'évêque Guifré de Besalú. Cependant l'évêché disparait à la mort du comte en 1020. Guifré de Narbonne soutient l'élection de son cousin homonyme à l'évêché de Carcassonne en 1031, lui confiant la consécration de l'église abbatiale de l'abbaye de Saint-Martin-Lys située en Fenouillèdes et donc dans le diocèse de Narbonne, en 1045.

### Guerres contre le vicomte de Narbonne

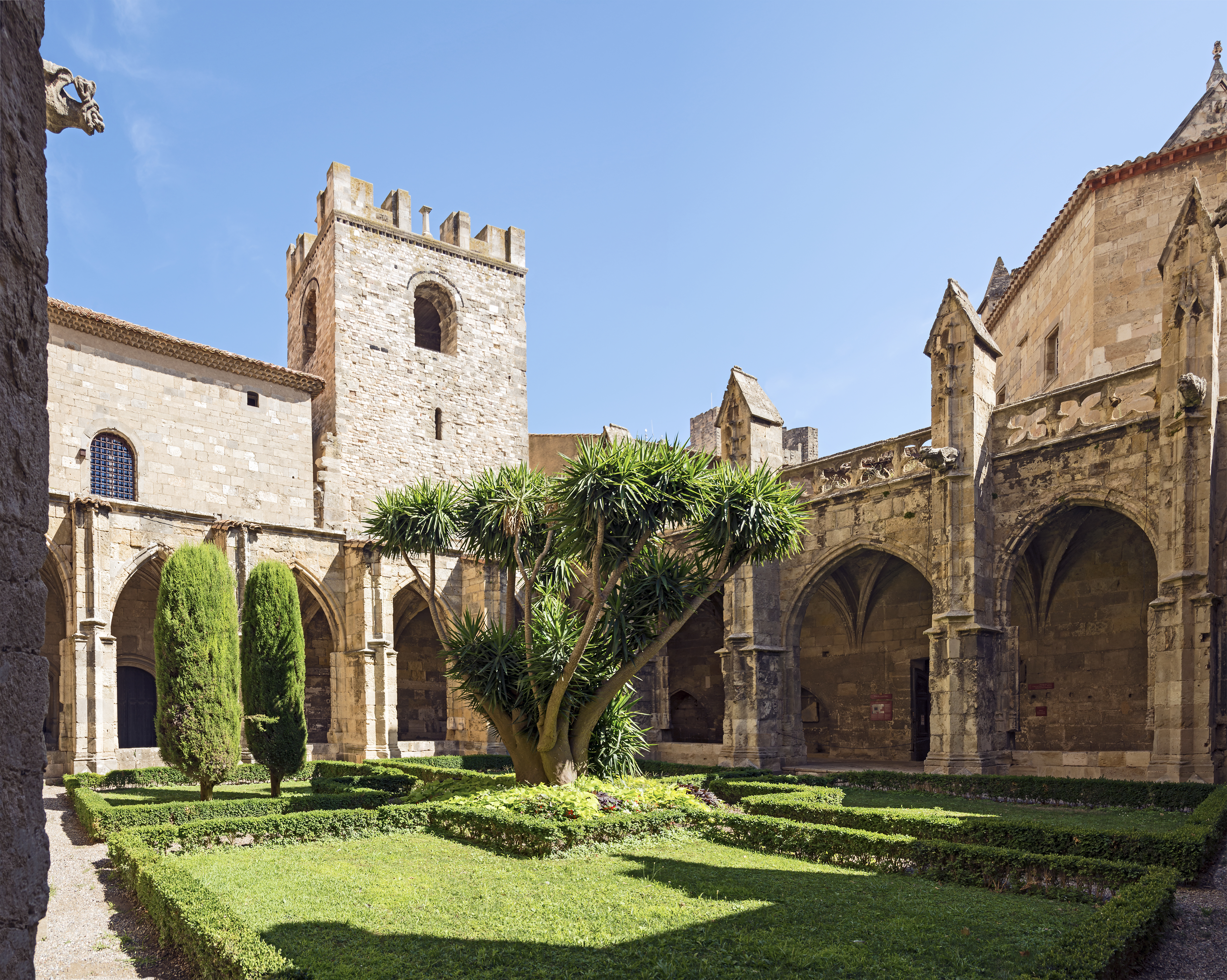
Cloitre et clocher de la cathédrale carolingienne de Narbonne.

Une plainte du vicomte Bérenger vers 1059 nous apprend que plusieurs conflits éclatent ensuite entre le vicomte Bérenger et la famille du nouvel archevêque, faisant d'abord "mille morts de chaque côté" puis "plusieurs centaines de morts". Bérenger est pourtant son cousin et son allié, et marié à sa cousine Garsinde de Besalú. Guifred et le comte de Carcassonne Pierre Raymond mèneront plusieurs guerres contre Bérenger vicomte de Narbonne, tuant notamment les lieutenant du vicomte dans l'abbaye d'Alet-les-Bains. Durant ces conflits, Guifred aurait transporté les reliques de saint Just et saint Pasteur dans une église rurale, d'où il aurait gouverné son archidiocèse comme un seigneur laïc.

### Achat de l'évêché d'Urgell
Le même vicomte accuse l'archevêque de dilapider les biens de l'archevêché afin de payer des mercenaires pour ses guerres, mais aussi pour acheter les droits sur l'évêché d'Urgell (cent mille sous), où il installe son jeune frère Guillem Guifred en 1041-1042.

### Dépositions
Guifred aurait été déposé par deux conciles de Rome en 1078 et 1079 pour simonie.

### Succession
Un fils de son ennemi le vicomte Bérenger, l'évêque de Rodez Pierre Bérenger de Narbonne lui succède en 1079.